# Діскавері (протока)
50°13′ пн. ш. 125°23′ зх. д. / 50.217° пн. ш. 125.383° зх. д.

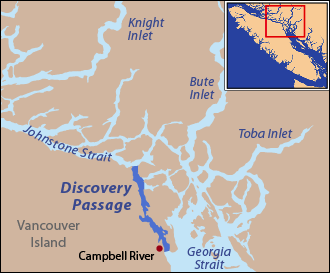
Мапа Протоки Діскавері прохід

Протока Діскавері (англ. Discovery Passage, Canada) - протока Тихого океану в Британській Колумбії, Канада, між островом Ванкувера і островами "Квадра"(англ. Quadra Island) та "Сонора" (англ. Sonora Island). Довжина протоки приблизно 25 км, ширина 2 км. 
Протока Діскавері є частиною морського шляху Всерединого проходу, що сполучений із протокою Джонстон на півночі та протокою Джорджія (англ. Strait of Georgia)  на півдні 

Парки над протокою:
- "Морський Провінційний парк Смаль-Мелет" «Маленька бухта» "(англ. Small Inlet Marine Provincial Park)
- "Морський Провінційний парк Рок-Бей" «Затока камінь» "(англ. Rock Bay Marine Park).

## Історія
Протока Діскавері найменована 1792 року капитаном Джорджем Ванкувером  (англ. Captain George Vancouver)  на честь свого корабля "HMS Discovery". 

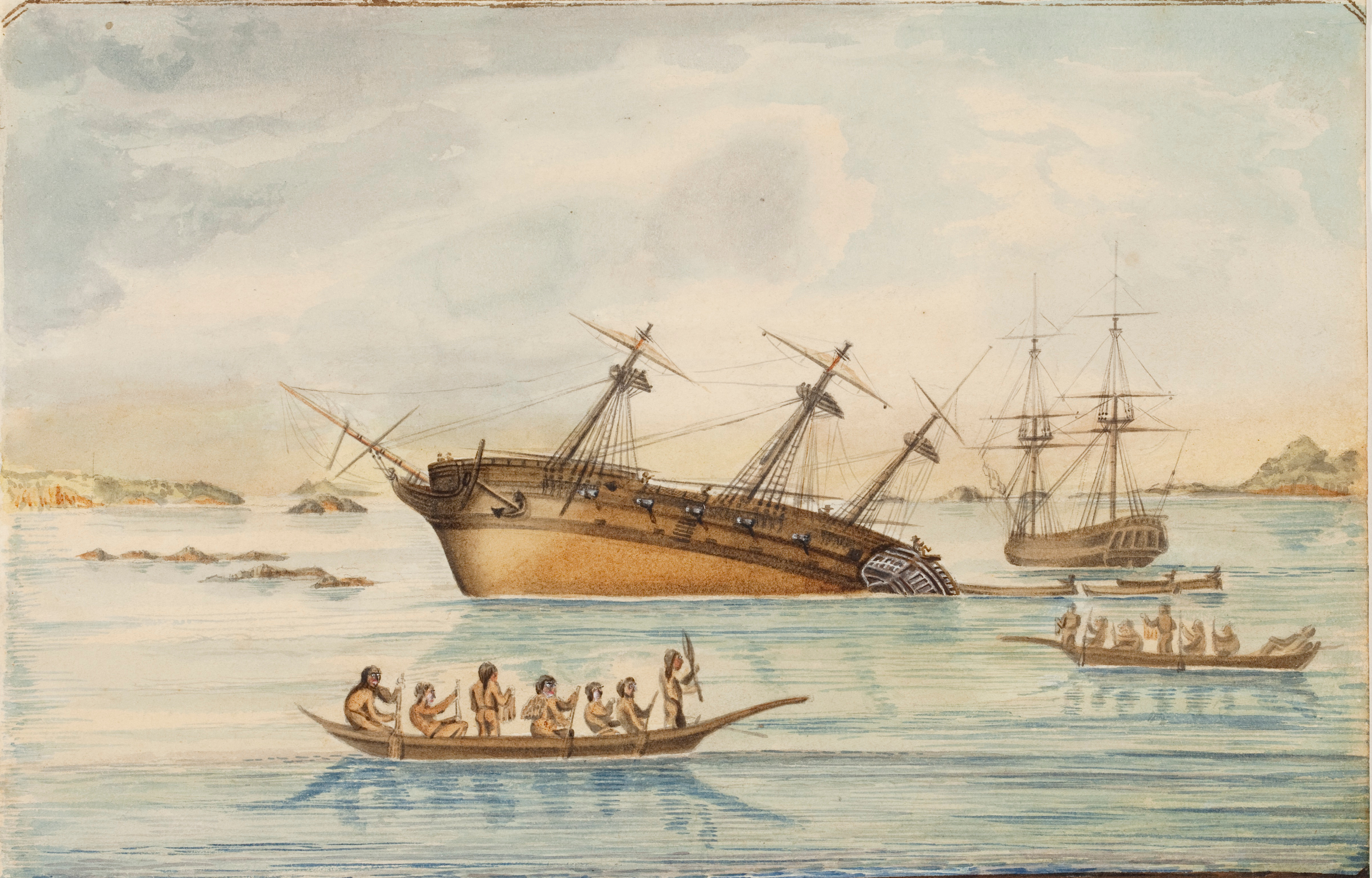
Корабель "Діскавері" на ріфах в протоці Королеви Шарлотти в р. 1792